# Alpine A441
La Alpine A441 è una vettura da competizione costruita dalla casa francese Alpine per competere nel Campionato Europeo per Vetture Sport 2 Litri del 1974.

## Storia

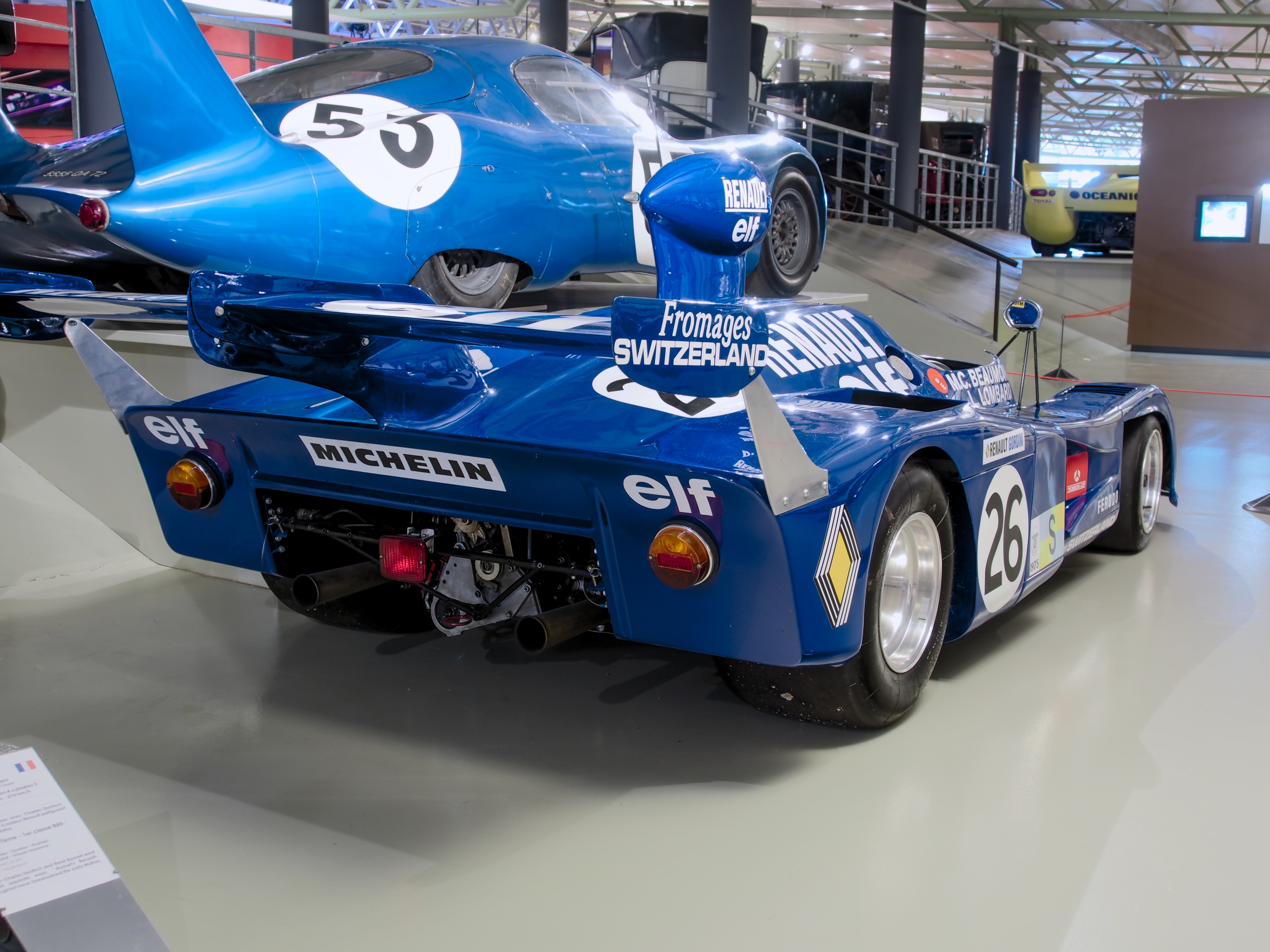
Vista Posteriore

Nel 1973, dopo aver mietuto molti successi nei rally, la Alpine decide di dedicarsi con maggiore impegno alle competizioni di durata, dove pur partecipandovi dal 1963 non aveva ancora ottenuto risultati di rilievo. Fu così concepita la barchetta Alpine A440 che, spinta da un motore Renault-Gordini V6 2,0 litri da 270 CV, si rivelò subito competitiva.

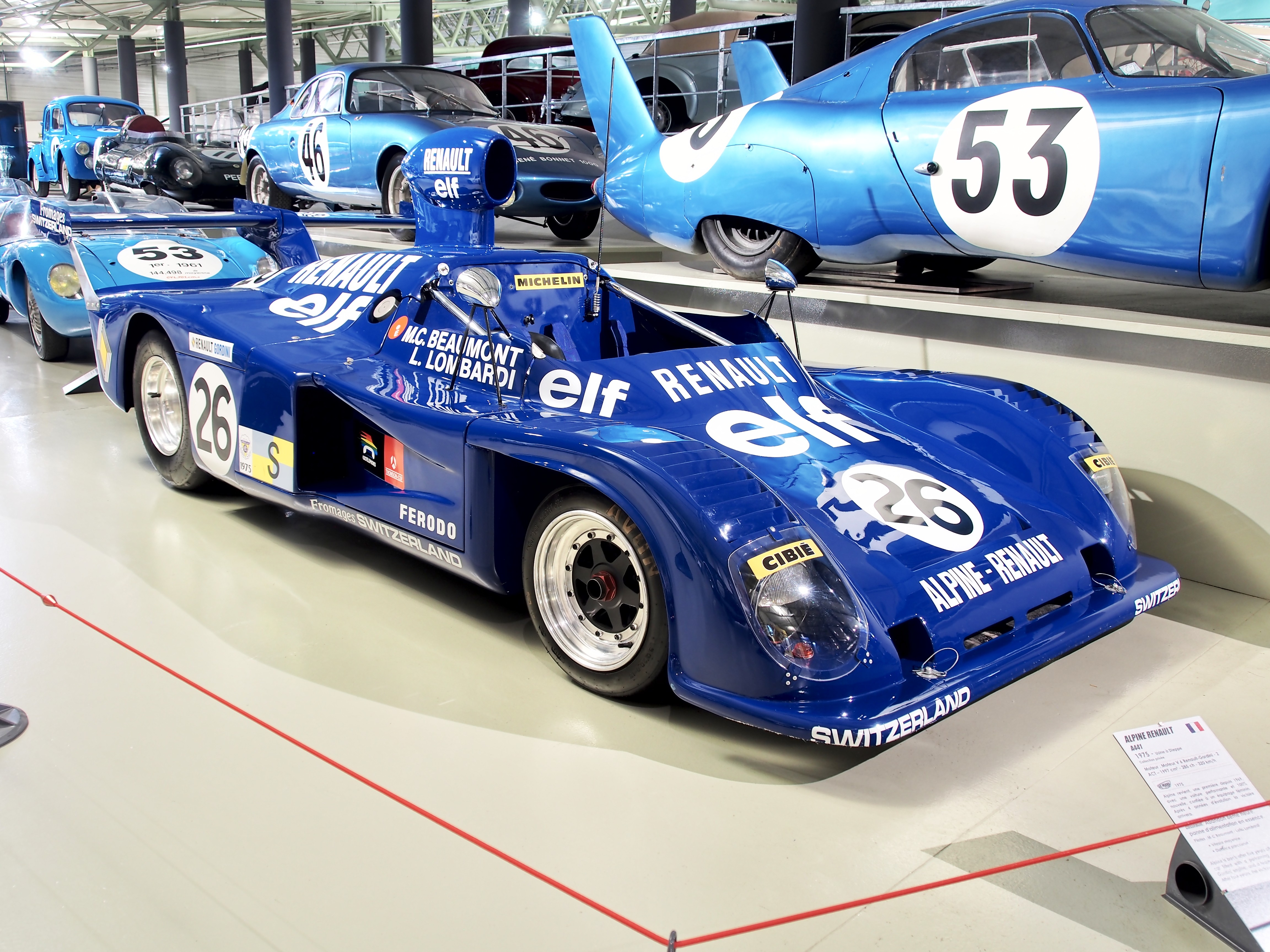

Per la stagione successiva fu approntata un'evoluzione della A440, dotata di passo maggiore, del cambio Hewland FGA400 e motore alleggerito mediante l'uso di magnesio e leghe leggere. Il telaio fu rinforzato mediante fogli di alluminio rivettati alla struttura tubolare e il motore diventò parzialmente portante, mentre le sospensioni furono riviste per alleviare il sottosterzo di cui soffriva la precedente vettura. Battezzata A441, ne furono costruiti quattro esemplari e furono affidati ad alcuni tra i migliori piloti che la Francia potesse offrire a quel tempo: Gérard Larrousse, Jean-Pierre Jabouille, Alain Serpaggi e Alain Cudini. Nelle loro mani l'Alpine-Renault vinse sette gare su sette e conquistò il titolo continentale Marche 1974, mentre Alain Serpaggi fece suo il titolo europeo piloti giungendo davanti ai suoi compagni di squadra Larrousse e Jabouille.
La stagione seguente la vettura fu affidata a team privati, mentre un esemplare fu dotato di un motore sovralimentato mediante un turbocompressore dell'americana Garrett Systems per portare avanti lo sviluppo della sua erede, la A442.
Tra i risultati ottenuti dai team privati, vi è la vittoria nella classe 2.0 litri e il quarto posto assoluto ottenuti alla 1000 km di Monza 1975 dalla coppia  Marie-Claude Beaumont-Lella Lombardi.